# Carmelo Calvo
Carmelo Calvo Nuin (Peralta (Navarra), 18 de julio de 1842 - Montevideo, 30 de noviembre de 1922) fue un organista, pianista y compositor navarro.

## Biografía
Cursó sus primeros estudios musicales con el maestro Cerezo y a los siete años formaba parte del coro de la colegiata de Falces. Al mismo tiempo se inició en la interpretación del órgano y con once años ejercía como organista de la parroquia de Alegría (Álava). Prosiguió sus estudios de armonía con José Preciado y de órgano con Teodoro Mendizábal, organista vitoriano. Hasta 1863 ocupó la plaza de maestro de capilla y organista en Peralta, pasando más tarde, después de ganar la plaza por oposición, a la de Caparroso. Posteriormente dio un giro a su carrera y empezó sus actividades como pianista, primero en el Casino de Pamplona y desde 1865 en el Café de las Delicias de Barcelona. Desde esta ciudad se trasladó a Tarragona como director y concertista de orquesta de una compañía lírica italiana; el éxito que consiguió en sus actuaciones le facilitaría la posibilidad de otros contratos similares y actuaciones en España y Buenos Aires. 
Se instala por un tiempo en Buenos Aires para luego trasladarse a Montevideo en 1967 donde le ofrecieron la plaza de organista y maestro de capilla de la catedral de Montevideo, la cual aceptó y ocupó por más de treinta años. 
En 1898 dejó ese puesto y se dedicó a la enseñanza musical, dando a conocer el método de solfeo de Hilarión Eslava. Entre sus discípulos más importantes hay que citar León Riachuelo, "el primer sinfonista y cuartetista en la historia de nuestra música" (uruguaya), según escribe Susana Salgado en su Breve historia de la música culta en la Uruguay. Esta autora atribuye a Calvo la composición de varias "fantasías, zarzuelas, paràfrasi de concierto y obras de música religiosa".
En 1922 es designado por el gobierno de Uruguay para integrar la comisión que revisó el himno nacional compuesto por Francisco José Debali junto a Tomás Giribaldi y León Ribeiro.

## Obras
Su intensa actividad como organista en numerosas iglesias de Montevideo y la participación en conciertos y veladas es también una nota destacada de sus últimos años. Como compositor tiene numerosas obras religiosas y para piano, pero mayoritariamente se desconocen al no haberlas publicado. Su ópera Ofèlia, con texto de Zorrilla de San Martín, se estrenó al Teatro Solís el 28 de octubre de 1880. Varias obras impresas de Calvo para piano se conservan al archivo Lauro Ayestarán de Montevideo. Al archivo Eresbil de Rentería (Guipúzcoa) hay una copia del motete O salutaris para solo de bajo y órgano, manuscrito y datado en Peralta el 1876.
En 1897 compuso Te Deum para coro y orquesta que fue estrenado en la ciudad de Minas en Uruguay.